# Alfonso Menéndez
Alfonso Menéndez (n. 31 mai 1966, Avilés, Asturia, Spania) este un arcaș spaniol, medaliat olimpic. A participat la o ediție a Jocurilor Olimpice (1992) în care a câștigat o medalie de aur.

## Participări
Lista de mai jos prezintă principalele competiții la care a participat Alfonso Menéndez de-a lungul carierei.
- archery at the 1992 Summer Olympics – men's team[*]